# Tiroteo de El Paso de 2023
El 15 de febrero de 2023, un tirador abrió fuego dentro del centro comercial Cielo Vista en El Paso, Texas, matando a 1 persona e hiriendo a otras 3. Un sospechoso ha sido detenido.

## Tiroteo
Se produjeron disparos alrededor del área del patio de comidas en el centro comercial Cielo Vista. La policía declaró que las primeras llamadas llegaron a las 5:10 p. m. CST.
El tiroteo se produjo justo al lado de una tienda Walmart que fue objeto de un tiroteo masivo anterior en 2019.

## Autor
La policía ha anunciado que tiene a una persona detenida. También ha alegado que puede haber un autor adicional. Se desconoce el motivo. Se encontró un arma en el lugar de los hechos. El vocero de la policía de El Paso, Robert Gómez, informó que un sospechoso está bajo custodia

## Víctimas
Dos varones se encuentran hospitalizados. Se desconoce la situación de la otra víctima herida. Se ha establecido un centro de reagrupación familiar en el gimnasio del instituto Burges.

## Reacciones
- Ciudad Juárez: El presidente municipal de Ciudad Juárez, Cruz Perez Cuellar,  expresó el suceso ocurrido en el vecino país diciendo: «condenamos cualquier agresión dirigida a personas incidentes».[14]